# Hooker's Icones Plantarum
Hooker's Icones Plantarum (abreviado Hooker's Icon. Pl.) fue una serie de libros ilustrados con descripciones botánicas que fue fundada en 1867 y editada con el nombre de Hooker's Icones Plantarum; or Figures, with brief Descriptive Characters and Remarks of New or Rare Plants. Fue precedida por Icon. Pl.
Para más información ver Icones Plantarum.